# 二次資料

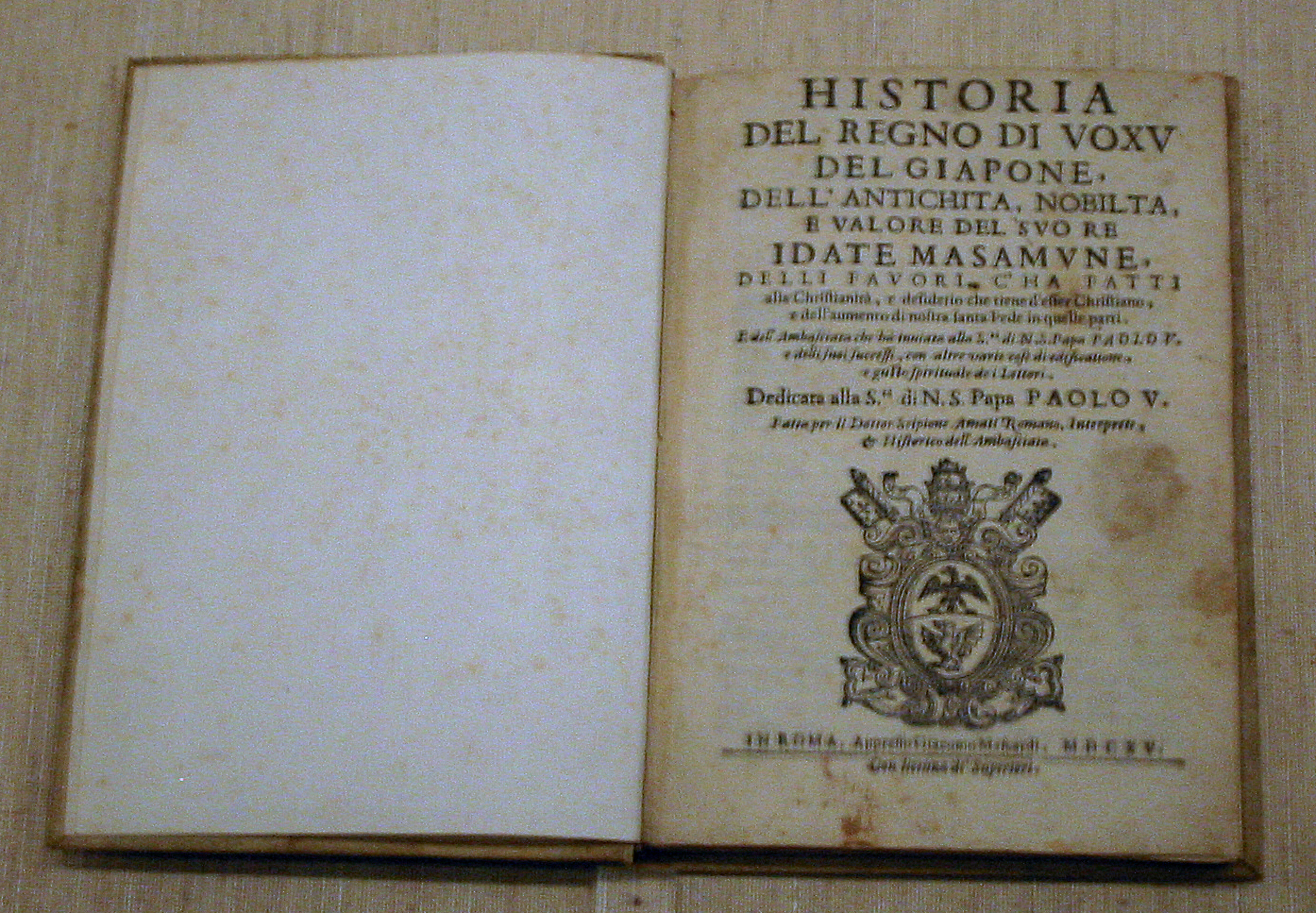
シピオーネ・アマーティの『日本奥州王国の歴史』（1615年）は二次資料の例である。

学術分野における二次資料（にじしりょう、英:secondary source）とは、元はどこか他の所で示された情報について述べた、あるいは議論した、文書もしくは記録。二次資料は一次資料と対比され、一次資料は議論される情報の大元の情報源であり、それはある情報について直接的な知識を持っている人や、そうした人により書かれた文書であったりする。
一方で二次資料は、一次資料に関する情報を提供する。そこにおいて、大元の情報は選択、修正され、しかるべき形式に整理される。二次資料には大元の情報の一般化、分析、解釈、評価が含まれる。
何であれ手元にある情報源を最も正確に分類する方法などというものは、常に明確に分かっているとは限らない。「一次資料」と「二次資料」は相対関係にある用語で、ある情報源はそれがどう使われるかに応じて一次資料にも二次資料にも分類され得る。百科事典や辞書といった三次資料は、分析を含む点で二次資料に似ているが、項目に関して広範な入門的概要を示そうとしている点が異なる。

## 分類
情報というものは多様な種類の物体から得ることができるが、この分類システムは「記号的情報源」と呼ばれる種類の情報源でのみ有用である。記号的情報源とは、他者に情報を伝達する目的で作られたものを指す。一般的なものとして手紙や手記といった文書が挙げられるが、例えば陶器の破片や掃き溜めから発掘された残飯などは含まれない。従って昔のゴミの山からいかに多くの情報が得られたとしても、逆にある文書からいかに僅かしか情報が得られなかったとしても、情報量自体は問題ではない。
多くの情報源は、それが使われる文脈に応じて一次資料にも二次資料にもなり得る。さらに両者の区別は主観的かつ文脈依存であるゆえ、厳密な定義を定めるのは難しい。例えば、歴史学的な著述において過去の文献から新しい歴史学的結論を導くという場合、その結論の根拠となるのは一次資料であって、過去の文献の情報を扱った二次資料ではない。ある情報源が一次資料にも二次資料にもなり得る他の例として、死亡記事や、ある雑誌で特定の期間に特定の主題に関する記事が何回掲載されたかの調査といったものが挙げられる。
ある資料が特定の文脈で一次資料・二次資料のどちらとみなされるかは、その分野における現時点での知見の多寡により変わり得る。例えば、ある文献が過去の未発見の書簡の内容に触れているならば、それは大元の情報源に最も近しい既知の資料であるため一次資料とみなし得るだろうが、後にその書簡が発見されたならば二次資料とみなされるだろう。
科学的・学問的コミュニケーションを構造化・モデル化しようとした場合、一次、二次、さらに高次の概念が必要になる。そうしたモデルの一つが、情報拡散におけるUNISISTモデルである。そうしたモデルにおいてこれらの概念は相互の関係性として定義され、このような概念の定義の仕方を受け入れることは、このモデルを受け入れることにつながる。
現代の諸言語によっては「情報源」を二種類以上の言葉で表現する。例えばドイツ語は通常、歴史的事実に関する二次資料を Sekundärliteratur（二次的文献）、史学史に関しては Sekundärquelle（二次的情報源）と表現する。後者は失われた Primärquelle（一次的情報源）について記した情報源であり、例えば既にもう現存せず歴史学者が検討しようもない覚書を引用した書簡といったものがある。

## 科学、工学、医学
一般にこの分野での二次資料は、総説論文やメタアナリシスとして、自ら二次資料と名乗る形で書かれる。
一次資料の典型的な定義は、「実際に研究を行った科学者が書いた原著論文」となる。一次資料の論文の例としては、研究を行った本人が、「目的」「方法」「結果」「考察」という節構成（IMRAD 形式）で書き、科学雑誌に掲載されたものが挙げられる。分野によっては、科学論文の序論部分に記された（先行研究の）文献の要約が二次資料とみなされることがあり、それはある疾患や治療法について何が分かっているかに関してその本の特定の章で書かれていることを説明したり、先行研究を再検討した総説だったりする。査読を受けた一次資料における、その分野の先行研究の概説は、（その部分に関しては）二次資料となる。これにより、全般的な総説記事がまだ出版されていないような分野でも、近年の知見に関する二次資料が存在することになる。
ある本に関する評者の見解を含んだ書評は、評者の意見に関する一次資料であり、本の内容に関する二次資料である。書評に含まれる本の要約は二次資料である。

### 図書館情報学
図書館情報学において二次資料とは一般に、研究における特定の情報や目的という文脈の中で一次資料を要約したり論評した情報源のことを指す。

### 数学
数学分野における二次資料の重要な利用法は、一次資料に記された難解な数学的概念や証明を、一般の人々にもより理解できるようにすることが挙げられる。その他の科学分野では、三次資料が入門的な役割を担うと考えられている。

### 人文科学と歴史学
歴史学および人文科学の二次資料とは通常、近年の解説者、特に近年の学者の観点から書かれた著書や学術雑誌を指す。人文科学において、査読された論文は常に二次資料である。
情報源を一次・二次と定義することは史学史の分野でまず始まったことで、それは歴史家たちが歴史的著述の情報源を同定し分類しようとしたことによる。学術的な著述において、情報源を分類する重要な目的は、情報源の独立性と信頼性を見定めるところにある。オリジナルな学術的著述において、歴史学者は学術的解釈という文脈に則って読み込んだ一次資料に基づき執筆を行う。
19世紀にドイツの学界で確立されたランケの歴史学的手法以降、歴史学者は一次資料の記録文書を用いている。大学の学部学生が行う研究は二次資料に基づいているが、一次資料を断片的に使う場合もある。

#### 法学
法学の分野において、情報源の信頼性は通常その来歴に依存するため、情報源の分類は重要である。一次的な情報源には、判例、憲法、法令、政令、その他の法的裏付けを伴なう情報源が含まれるだろう。一方で二次的な法的情報源には、書物、判例集の頭注、記事、百科事典が含まれるだろう。法学分野の著述家は通常、一次資料の引用を好むが、それは一次資料だけが権威を備え判例として有効だからであり、二次資料はせいぜい解説文書に過ぎないからである。

#### 家族史
「二次資料とは、出来事/状況に関する記録/言説を指し、それは出来事/状況に直接は関係しなかった、目撃者でない者/何らかの者によって、出来事の当時/その後のいずれかの時点において、筆記/口述されたものであるか、目撃者が出来事の後の、誤りがちな記憶に頼ったいずれかの時点で記録したものである。」従ってこの定義によれば、出来事から長い年月が経った「誤りがちな記憶に頼った」時点に書かれた直接の当事者による記述は、その出来事のことを記した最初の発表物であろうとも、二次資料である。

#### 自伝
自伝は、その本人以外の主題に関する情報を得るために使われた場合、歴史学や人文科学における二次資料になり得る。例えば、第一次世界大戦の戦後に書かれた、戦時の出来事に関する直の体験談は、現代のものとは著しく異なった、当時ひろく受け入れられていた戦争観に影響されている。

## 関連文献
- Jules R. Benjamin, A Student's Guide to History (2013) ISBN 9781457621444
- Edward H. Carr, What is History? (Basingstoke: Palgrave, 2001) ISBN 9780333977019
- Wood Gray, Historian's handbook, a key to the study and writing of history (Prospect Heights, IL: Waveland Press, 1991, ©1964) ISBN 9780881336269
- Derek Harland, A Basic Course in Genealogy: Volume two, Research Procedure and Evaluation of Evidence (Bookcraft Inc, 1958) WorldCat record
- Richard Holmes, Tommy (HarperCollins, 2004) ISBN 9780007137510
- Martha C. Howell and Walter Prevenier, From Reliable Sources: An Introduction to Historical Methods (2001) ISBN 9780801435737
- Richard A. Marius and Melvin E. Page, A Short Guide to Writing About History (8th Edition) (2012) ISBN 9780205118601
- Hayden White, Metahistory: the historical imagination in nineteenth-century Europe (Baltimore: Johns Hopkins University Press, 1973) ISBN 9780801814693